# 16 мая
16 мая — 136-й день года (137-й в високосные годы) по григорианскому календарю.
До конца года остаётся 229 дней.
До 15 октября 1582 года — 16 мая по юлианскому календарю, с 15 октября 1582 года — 16 мая по григорианскому календарю.
В XX и XXI веках соответствует 3 мая по юлианскому календарю.

## Праздники и памятные дни

### Международные
- ООН — Международный день мирного сосуществования[2].
- ООН (ЮНЕСКО) — Международный день света[3].
- День биографов (в честь встречи Сэма Джонсона со своим биографом Джеймсом Босуэллом в 1763 году).

### Национальные
- Острова Кайман — День Содружества.

### Религиозные
Православие
- Мученика Тимофея, чтеца, и мученицы Мавры[6];
- преподобного Феодосия, игумена Киево-Печерского;
- преподобного Петра, чудотворца, епископа Аргосского[7];
- преподобных Иулиании и Евпраксии Московских;
- святителя Феофана, митрополита Перифеорийского;
- священномученика Николая Беневоленского, пресвитера;
- празднования в честь икон Божией Матери:
  - Печерской-Нерукотворенной;
  - Яскинской-Печерской;
  - Свенской (Печерской) (1288);
  - «Успение» Киево-Печерской (1073);
  - Печерской (с предстоящими Антонием и Феодосием) (1085).

### Именины
- Православные: Пётр, Тимофей.
- Католические: Андрей, Вячеслав, Симеон.

## События
См. также: Категория:События 16 мая

### До XVIII века
- 1204 — Балдуин IX Фландрский коронован как первый император только что созданной Латинской империи.
- 1220 — Генрих III (король Англии) заложил фундамент новой Дамской Часовни в Вестминстерском аббатстве, таким образом закладывая новое аббатство-церковь.[источник не указан 3348 дней]
- 1584 — Сантьяго де Вера стал шестым губернатором Филиппин.
- 1605 — После смерти папы Климента VIII и его преемника папы Льва XI новым папой под именем Павел V избран Камилло Боргезе.

### XVIII век
- 1717 — Вольтер заключён в Бастилию за свои сатирические произведения.
- 1764 — В Алькасаре Сеговии основан Королевский Колледж Артиллерии, ныне известный как Артиллерийская академия[исп.] — старейшая в мире действующая военная академия.
- 1764 — в Санкт-Петербурге по указу императрицы Екатерины II появилось Воспитательное общество благородных девиц и при нём училище для мещанских девушек — Смольный институт.
- 1769 — Парламент Виргинии постановил, что Британия не имеет права собирать налоги с американских колонистов.
- 1770 — Дофин Франции (впоследствии Людовик XVI) вступает в брак с Марией Антуанеттой, дочерью императрицы Австрии Марии Терезии.

### XIX век
- 1811 — Сражение у деревни Альбуэра, близ города Бадахос (Испания), в результате которого объединённые силы английского экспедиционного корпуса, испанских и португальских войск (43 тыс.) разбивают французские войска (23 тыс.).
- 1815 — Решением Венского конгресса бо́льшая часть Герцогства Варшавского присоединена к Российской империи «на вечные времена» под именем Царства Польского.
- 1816 — «день рождения индоевропеистики». Этим днём датировано предисловие работы Франца Боппа «Über das Conjugationssystem der Sanskritsprache in Vergleichung mit jenem der griechischen, lateinischen, persischen und germanischen Sprache».
- 1836 — 27-летний Эдгар Аллан По женится на своей 13-летней кузине Вирджинии Клемм, больной туберкулёзом.
- 1849 — Карл Маркс выслан из Германии.
- 1863 — Начало строительства Одесской железной дороги.
- 1867
  - Основано Общество Красного Креста в России, хотя первая община сестёр милосердия действовала в период Крымской войны (1853—1856).
  - В России принят закон о раскольниках-старообрядцах.
- 1868 — Первое представление оперы «Далибор» Б. Сметаны в Праге.
- 1871 — Британская Колумбия провозглашена шестой провинцией Канады.
- 1881 — В Германии, на окраине Берлина, прошёл первый в мире электрический трамвай. Модель с дугой и проводами появилась позже — в 1890 году.
- 1896 — В Петербурге, в саду Аквариум, состоялся первый в России киносеанс.

### XX век
- 1901 — первый в истории матч футбольных сборных за пределами Великобритании завершился в Монтевидео победой Аргентины над Уругваем со счётом 3:2.
- 1916 — подписано тайное соглашение Сайкса — Пико.
- 1919 — Начало первого перелёта через Атлантический океан американского лётчика Альберта Рида.
- 1920 — Жанна д’Арк причислена католической церковью к лику святых.
- 1924 — В СССР вышел первый номер детского литературно-художественного журнала «Мурзилка».
- 1929 — В Голливуде (США) состоялась первая церемония вручения кинопремий, которые позже назвали «Оскарами».
- 1930
  - В провинции Онтарио (Канада) открыли залежи урановой руды, которую стали использовать американцы для производства своих первых атомных бомб, впоследствии сброшенных на Японию.
  - В СССР проведена перетарификация во всех отраслях промышленности: нормы выработки повышены, расценки понижены.
- 1931
  - Папа римский Пий XI заявил о несовместимости социализма с католицизмом.
  - Открылась Первая Всесоюзная конференция по аэродинамике.
- 1934 — Выдан ордер на первый «арест-обыск» поэта Осипа Мандельштама.
- 1935
  - Подписание советско-чехословацкого договора о взаимопомощи.
  - Бюро Сочинского горкома ВКП(б) посетило квартиру больного писателя Н. Островского и заслушало отчёт о его творческой деятельности.
- 1941 — французский маршал Филипп Петен в радиовыступлении провозгласил сотрудничество с немецкими нацистами.
- 1943
  - Жестоко подавлено восстание в Варшавском гетто.
  - Немецкие войска начали операцию «Цыганский барон» по уничтожению советских партизан в Белоруссии и на Украине.
- 1945
  - Капитулировал немецкий гарнизон острова Борнхольм (Дания).
  - В Праге советскими органами госбезопасности арестован 59-летний Альфред Бем, литературовед и критик, получивший известность ещё до революции.
- 1948 — Израиль выпустил свои первые почтовые марки.
- 1950 — вышло постановление Совета Министров СССР о постройке комплекса морских ядерных энергетических установок В-10 на площадке ФЭИ в посёлке Обнинском (ныне город Обнинск).
- 1954 — в СССР началось Кенгирское восстание политических заключённых.
- 1957 — Указ Президиума Верховного Совета СССР об учреждении медали «В память 250-летия Ленинграда».
- 1960
  - В СССР, из Ленинградского электротехнического института связи им. Михаила Бонч-Бруевича проведена первая опытная цветная телепередача.
  - Теодор Мейман построил и запустил свой первый твердотельный лазер.
- 1964 — завершено строительство первой очереди высотной Асуанской плотины на реке Нил, построенной при помощи СССР.
- 1966
  - На заседании Политбюро ЦК Компартии Китая принято решение о развёртывании в Китае «культурной революции».
  - The Beach Boys выпустили альбом Pet Sounds.
- 1967
  - В Ленинграде на заводе им. Козицкого изготовлена первая партия цветных телевизоров «Радуга».
  - Последний концерт бельгийского автора-исполнителя песен Жака Бреля.
- 1969 — советский межпланетный космический аппарат «Венера-5» достиг планеты Венера.
- 1970 — сборная Англии по футболу, записавшая песню Back Home в своём исполнении, на три недели возглавила британский хит-парад.
- 1972
  - Поэту Иосифу Бродскому предписано покинуть СССР.
  - Авиакатастрофа в Светлогорске — военно-транспортный самолёт упал на здание детского сада. Всего погибло 34 человека: 23 ребёнка, 2 воспитателя и повар и 8 членов экипажа Ан-24Т.
- 1974
  - 82-летний Иосип Броз Тито провозглашён пожизненным президентом Югославии.
  - Гельмут Шмидт избран пятым федеральным канцлером ФРГ.
- 1975 — японка Дзюнко Табэи стала первой женщиной, покорившей Джомолунгму.
- 1985 — принято Постановление ЦК КПСС и Совета министров СССР «О мерах по преодолению пьянства и алкоголизма и искоренению самогоноварения», которое на следующий день было опубликовано во всех газетах Советского Союза.
- 1987 — американец Клив Джонс сшил первый квилт, посвятив его своему лучшему другу, умершему от СПИДа
- 1989 — католическая церковь добилась принятия международных правовых актов, запрещающих распространение порнографии в СМИ.
- 1990 — начало работы I Съезда народных депутатов РСФСР.
- 1991 — Елизавета II стала первым британским монархом, выступившим с обращением к Конгрессу США.
- 1995 — в Нидерландах создан бумажный самолёт с размахом крыльев 13,97 м.
- 1997 — президент Заира Мобуту Сесе Секо бежал из страны.

### XXI век
- 2002 — в кинотеатрах начался показ фильма «Звёздные войны: Атака клонов».
- 2003 — организация "Салафия Джихадия" совершила теракт в Касабланке, самый смертоносный теракт в истории Марокко. В результате погибло 45 человек, не менее 100 получили ранения.
- 2007
  - Во Франции прошла церемония по вступлению Николя Саркози в должность президента.
  - Начался 60-й международный Каннский кинофестиваль.
  - Открылась первая за последние 63 года синагога в Таллине.
- 2009 — Александр Рыбак, представлявший Норвегию, выиграл конкурс «Евровидение-2009» с песней Fairytale.
- 2011
  - STS-134: шаттл «Индевор» отправился в свой последний полёт.
  - Релиз компьютерной игры Terraria.
- 2018 — открыт Крымский мост (для движения легковых автомобилей и общественного транспорта).

## Родились

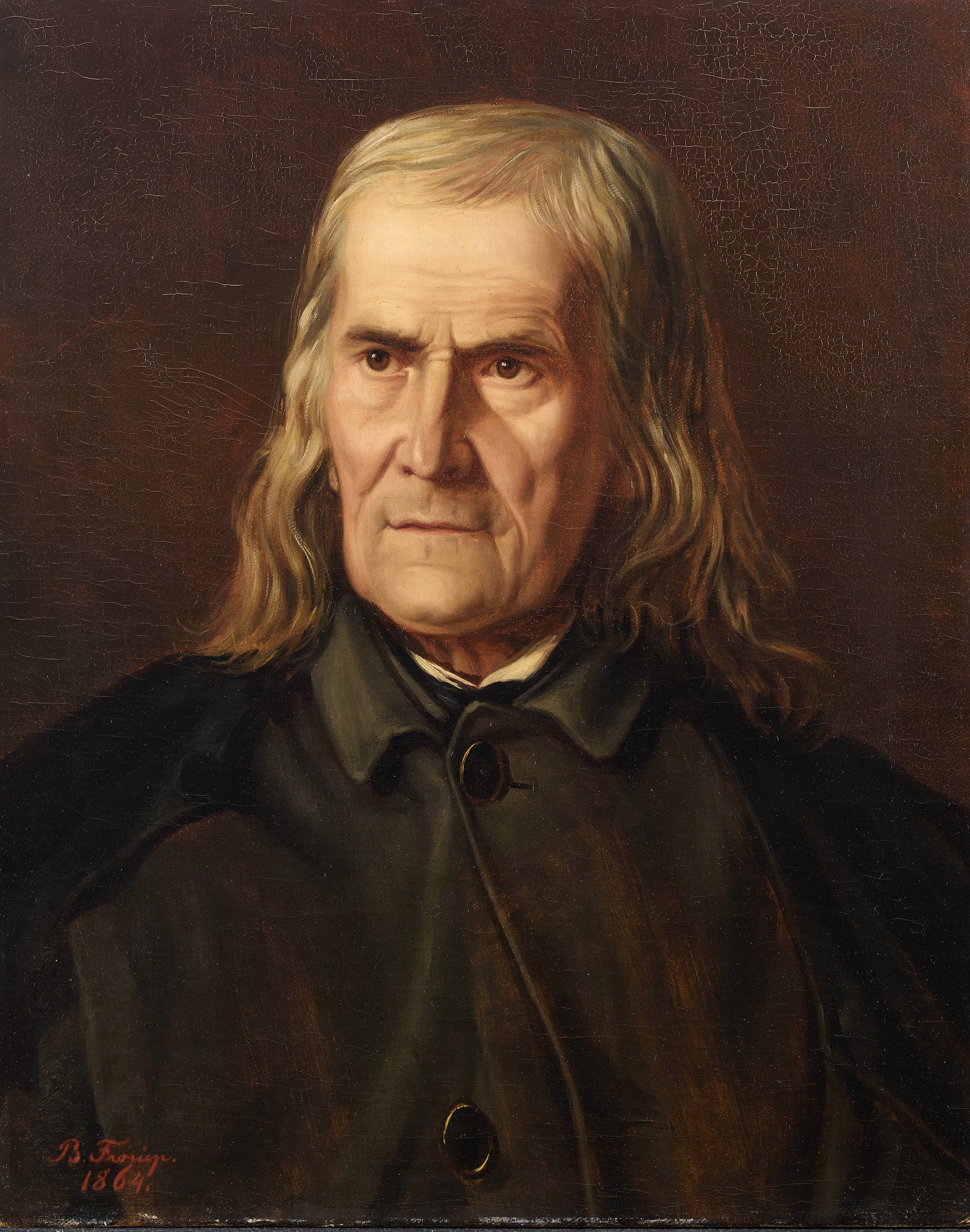
Рюккерт

См. также: Категория:Родившиеся 16 мая

### До XIX века
- 1627 — Виллем ван Алст (ум. 1683), нидерландский художник эпохи барокко.
- 1718 — Мария Гаэтана Аньези (ум. 1799), итальянский математик, философ, первая женщина, ставшая профессором математики.
- 1763 — Луи Воклен (ум. 1829), французский химик, открывший хром и бериллий.
- 1788 — Фридрих Рюккерт (ум. 1866), немецкий поэт, переводчик, востоковед.

### XIX век
- 1801 — Уильям Генри Сьюард (ум. 1872), американский политик и государственный деятель, руководивший покупкой Аляски у России, 24-й госсекретарь США (1861—1869).
- 1804 — Элизабет Палмер Пибоди (ум. 1894), создательница первого в США детского сада.
- 1805 — Николай Устрялов (ум. 1870), русский историк, археограф, педагог.
- 1812 — Алессандро Мартини (ум. 1905), итальянский бизнесмен, основатель одной из самых важных компаний, производителей вермута в мире, Martini & Rossi, который производит вермут Мартини.
- 1817 — Николай Костомаров (ум. 1885), русский историк, публицист, этнограф, писатель и поэт, общественный деятель.
- 1821 — Пафнутий Чебышёв (ум. 1894), русский математик, создатель Петербургской научной школы.
- 1831 — Эдвард Хьюз (ум. 1900), американский физик, изобретатель микрофона.
- 1847 — Иван Цветаев (ум. 1913), русский искусствовед, историк, основатель и первый директор московского Музея изящных искусств, отец поэтессы Марины Цветаевой.
- 1860
  - князь Сергей Волконский (ум. 1937), русский театральный деятель, режиссёр, критик, литератор.
  - Иван Гревс (ум. 1941), российский и советский историк.
- 1882 — Алибек Кантемиров (ум. 1975), осетинский наездник-джигит, дрессировщик лошадей, народный артист РСФСР.
- 1887
  - Якоб ван Годдис (наст. имя Ганс Давидсон; ум. 1942), немецкий поэт-экспрессионист.
  - Игорь Северянин (наст. фамилия Лотарёв; ум. 1941), русский поэт Серебряного века, переводчик.
- 1891 — Рихард Таубер (ум. 1948), австрийский оперный певец и артист оперетты.
- 1893 — Иван Вышнеградский (ум. 1979), русский и французский композитор.
- 1894 — Уолтер Юст (ум. 1960), американский журналист, в 1938—1960 шеф-редактор «Британской энциклопедии».
- 1898
  - Тамара Лемпицка (урожд. Мария Гурвич-Гурцкая; ум. 1980), американская художница российского происхождения.
  - Десанка Максимович (ум. 1993), сербская писательница и поэтесса.
  - Кэндзи Мидзогути (ум. 1956), японский режиссёр, классик национального кинематографа.
  - Фриц Иоахим фон Ринтелен (ум. 1979), немецкий философ.

### XX век
- 1905
  - Пётр Вершигора (ум. 1963), писатель, партизанский командир, Герой Советского Союза.
  - Генри Джейнс Фонда (ум. 1982), американский актёр театра, кино и телевидения, лауреат «Оскара», «Золотого глобуса» и др.
- 1910 — Ольга Берггольц (ум. 1975), советская поэтесса, писательница-прозаик, драматург, военный журналист.
- 1913 — Вуди Герман (ум. 1987), американский джазовый кларнетист, альт-саксофонист, композитор, певец и бэнд-лидер.
- 1915
  - Сергей Антонов (ум. 1995), русский советский писатель, критик, публицист, драматург, киносценарист.
  - Эзра Столлер (ум. 2004), выдающийся американский архитектурный фотограф.
- 1917 — Хуан Рульфо (ум. 1986), мексиканский писатель.
- 1920 — Жак Франсуа (ум. 2003), французский актёр театра и кино.
- 1922 — Йонас Авижюс (ум. 1999), литовский советский прозаик, народный писатель Литовской ССР.
- 1925 — Нилтон Сантос (ум. 2013), бразильский футболист, двукратный чемпион мира (1958, 1962).
- 1929 — Бетти Картер (наст. имя Лили Мэй Джонс; ум. 1998), американская джазовая певица.
- 1938 — Мстислав Запашный (ум. 2016), цирковой артист, дрессировщик хищных животных, режиссёр, народный артист СССР.
- 1944
  - Билли Кобэм, барабанщик американской группы «Mahavishnu Orchestra», одна из ключевых фигур джаз-рока.
  - Дэнни Трехо, американский актёр мексиканского происхождения («От заката до рассвета» и др.).
  - Михаил Уржумцев (ум. 1999), советский и российский актёр театра и кино, заслуженный артист РФ.
- 1946 — Роберт Фрипп, британский рок-музыкант, гитарист, композитор, один из основателей и участник группы «King Crimson».
- 1947 — Дэрел Свит (ум. 1999), шотландский барабанщик, один из основателей рок-группы «Nazareth».
- 1950 — Йоханнес Беднорц, немецкий физик, лауреат Нобелевской премии (1987).
- 1951 — Кристиан Лакруа, французский модельер, основатель дома высокой моды Christian Lacroix.
- 1953 — Пирс Броснан, британский актёр кино и телевидения («И целого мира мало», «У зеркала два лица» и др.), продюсер.
- 1955 — Ольга Корбут, советская гимнастка, 4-кратная олимпийская чемпионка (1972, 1976), двукратная чемпионка мира.
- 1956 — Сергей Андреев, советский и российский футболист, тренер, мастер спорта международного класса.
- 1957 — Юрий Шевчук, российский певец, музыкант, поэт, композитор и продюсер, бессменный лидер рок-группы DDT.
- 1965 — Крист Новоселич, американский музыкант, бывший бас-гитарист группы «Nirvana».
- 1966 — Джанет Джексон, американская певица, автор песен, продюсер, танцовщица и актриса, сестра Майкла Джексона.
- 1969 
  - Дэвид Патрик Борианаз, американский актёр, наиболее известный по роли вампира Ангела в сериалах «Баффи — истребительница вампиров» и «Ангел».
  - Такер Карлсон, американский журналист, консервативный политический обозреватель.
  - Ари-Пекка Никкола, финский прыгун на лыжах с трамплина, двукратный олимпийский чемпион в командном первенстве.
- 1970 — Габриэла Сабатини, аргентинская теннисистка, бывшая третья ракетка мира, победительница Открытого чемпионата США (1990).
- 1972 — Анджей Дуда, польский политический деятель, президент Польши с 6 августа 2015 года.
- 1973 — Тори Спеллинг, американская актриса кино и телевидения, сценарист, кинопродюсер, писательница.
- 1975 — Александр Пушной, российский музыкант-мультиинструменталист, певец, шоумен, теле- и радиоведущий.
- 1978
  - Леонардо Гутьеррес, аргентинский баскетболист, олимпийский чемпион (2004).
  - Ольга Зайцева, российская биатлонистка, двукратная олимпийская чемпионка (2006, 2010), 3-кратная чемпионка мира.
- 1981 — Джозеф Морган, британский актёр.
- 1982 — Лукаш Кубот, польский теннисист, бывшая первая ракетка мира в парном разряде.
- 1985 — Кори Перри, канадский хоккеист, член «Тройного золотого клуба»
- 1986 — Меган Фокс, американская актриса кино и телевидения, фотомодель.
- 1989 — Беати Принслу, намибийская топ-модель.
- 1990 — Томас Броди-Сангстер, британский актёр и музыкант
- 1991 — Григор Димитров, болгарский теннисист, экс-третья ракетка мира.
- 1993 — Йоханнес Тиннес Бё, норвежский биатлонист, пятикратный олимпийский чемпион, многократный чемпион мира.

## Скончались
См. также: Категория:Умершие 16 мая

### До XIX века
- 1164 — Пётр Ломбардский, епископ Парижа по прозвищу «Магистр сентенций».
- 1669 — Пьетро да Кортона (р. 1596), итальянский живописец, архитектор и декоратор эпохи барокко.
- 1703 — Шарль Перро (р. 1628), французский писатель-сказочник, поэт, критик, член Французской академии.

### XIX век
- 1826 — Елизавета Алексеевна (р. 1779), российская императрица, супруга императора Александра I.
- 1828 — сэр Уильям Конгрив, 2-й баронет (р. 1772), английский изобретатель, пионер ракетного оружия.
- 1830 — Жан Батист Жозеф Фурье (р. 1768), французский математик и физик.
- 1857 — Василий Тропинин (р. 1776), русский художник.
- 1882 — Константин фон Кауфман (р. 1818), русский военный деятель, генерал-адъютант, руководивший завоеванием и колонизацией Средней Азии.
- 1891 — Йон Брэтиану (р. 1821), один из наиболее выдающихся политических деятелей Румынии в XIX веке.

### XX век
- 1920 — Евгений Тверитинов (р. 1850), офицер русского флота, специалист по минной и корабельной электротехнике, изобретатель одного из типов электрического аккумулятора.
- 1934 — Аристарх Белопольский (р. 1854), русский советский астроном, астрофизик, профессор, директор Пулковской обсерватории (1916—1919).
- 1941 — Иван Гревс (р. 1860), российский и советский историк.
- 1942 — Бронислав Малиновский (р. 1884), британский антрополог, основатель функционализма в антропологии и социологии.
- 1947 — Фредерик Хопкинс (р. 1861), английский медик и биохимик, нобелевский лауреат по физиологии и медицине (1929).
- 1953 — Пьер де Шрайдер, французский борец коммунистического сопротивления
- 1953 — Джанго Рейнхардт (р. 1910), один из основателей цыганского джаза.
- 1954 — Клеменс Краусс (р. 1893), австрийский дирижёр.
- 1957 — Элиот Несс (р. 1903), спецагент министерства финансов США, посадивший Аль Капоне на 11 лет в тюрьму.
- 1960 — Игорь Грабарь (р. 1871), художник, искусствовед, лауреат Сталинской премии.
- 1963
  - Михаил Булатов (р. 1913), детский писатель, фольклорист, автор пересказов народных сказок.
  - расстрелян Олег Пеньковский (р. 1919), полковник ГРУ Генштаба ВС СССР, обвинённый в шпионаже и измене Родине.
- 1981
  - Людмила Глазова (р. 1907), советская киноактриса.
  - Константин Сорокин (р. 1908), киноактёр, народный артист РСФСР.
- 1984
  - Ирвин Шоу (р. 1913), американский писатель и киносценарист.
  - Энди Кауфман (р. 1949), американский стендап-комик, шоумен, актёр.
- 1985 — Милица Нечкина (р. 1901), советский историк, академик АН СССР.
- 1990
  - Джим Хенсон (р. 1936), американский кукловод, создатель «Маппет-Шоу».
  - Рейно Арен (р. 1927), эстонский советский актёр.
- 1993 — Николай Блохин (р. 1912), академик, хирург-онколог.
- 1994 — Ален Кюни (р. 1908), французский актёр.
- 1997 — Джузеппе де Сантис (р. 1917), итальянский кинорежиссёр и сценарист.
- 1998 — Леонид Стуканов (р. 1947), российский художник.

### XXI век
- 2004 — Марика Рёкк (р. 1913), немецкая киноактриса и певица.
- 2007
  - Гоар Гаспарян (р. 1924), армянская оперная певица, народная артистка СССР.
  - Татьяна Лаврова (р. 1938), актриса театра и кино, народная артистка РСФСР.
- 2008 — Сергей Алексеев (р. 1922), русский советский писатель.
- 2010 — Ронни Джеймс Дио (р. 1942), американский рок-музыкант, один из ярких представителей хэви-метала.
- 2012
  - Андрей Мыльников (р. 1919), русский живописец, график, скульптор, педагог, народный художник СССР.
  - Мария Биешу (р. 1935), советская и молдавская оперная и камерная певица.
- 2024 — Дэбни Коулмен (р, 1932), американский актёр кино и телевидения.
- 2025 — Питер Лакс (р. 1926), американский математик, лауреат премии Вольфа (1987) и Абелевской премии (2005).

## Приметы
- Мавра Зелёные Щи. В зелёные щи крапиву ищи.
- Мавра молочница. С этого дня коровы прибавляют молоко[8].

## Вымышленные события
- Примерно в этот день, в игре Half-Life, происходит инцидент в исследовательском комплексе «Чёрная меза».